# Rubén Sosa Ardaiz
Rubén Sosa Ardaiz (Montevideo, 25 aprile 1966) è un dirigente sportivo, allenatore di calcio ed ex calciatore uruguaiano, di ruolo attaccante, ambasciatore del Nacional.
Ha giocato nel campionato italiano con Lazio (dal 1988 al 1992) ed Inter (dal 1992 al 1995), vincendo con i nerazzurri la Coppa UEFA nel 1994. Con la Nazionale uruguaiana ha invece conquistato due Coppe America nel 1987 e 1995.

## Caratteristiche tecniche
Soprannominato El Principito (Il Principino) dai tifosi uruguaiani, era una seconda punta mancina, veloce e potente, dotata anche di un'ottima tecnica.

## Carriera

### Giocatore

#### Club

Sosa in azione con la maglia laziale nella stagione 1989-1990

Approdò in Italia nel 1988, proveniente dal Real Saragozza: acquistato dalla Lazio del presidente Gianmarco Calleri, esordì in A il 9 ottobre nel pareggio (0-0) dei biancocelesti a Cesena. In quattro stagioni alla Lazio ha disputato 140 incontri (di cui 124 in Serie A), segnando 47 reti tra campionato e Coppa Italia.
Passato all'Inter per 2 miliardi e mezzo di lire, nella stagione 1992-93 forma la coppia offensiva con Totò Schillaci: con 20 gol contribuì al secondo posto dei milanesi in campionato. L'anno seguente, il suo compagno di reparto fu l'olandese Dennis Bergkamp, con cui ebbe varie discussioni (sia in allenamento sia durante le partite). In Inter-Parma del 31 ottobre 1993 realizzò una decisiva tripletta (l'Inter vinse 3-2, dopo essere passata in svantaggio), segnando il secondo e terzo gol con calci di punizione da circa 35 metri. Nel maggio 1994 vince la Coppa UEFA, contro gli austriaci del Casino Salisburgo: suo, nella gara di ritorno a Milano, l'assist a Wim Jonk per la rete della vittoria.
Nel corso della sua esperienza italiana Sosa ha segnato 84 gol, risultando l'uruguaiano più prolifico nella storia della Serie A: il primato è stato battuto il 16 settembre 2012 da Edinson Cavani, a segno su rigore in Napoli-Parma.
In seguito ha giocato anche nel campionato tedesco (vincendo con il Borussia Dortmund il titolo nel 1996), prima di ritornare in Spagna, dove ha militato tra le file del Logroñes. Negli ultimi anni di carriera ha vestito le maglie di Nacional (aggiudicandosi tre campionati, tra il 1998 e il 2001), Shanghai Shenhua (squadra del campionato cinese) e Racing Montevideo: si è ritirato nel 2007.

#### Nazionale
A livello giovanile, è stato presente al campionato mondiale Under-20 del 1983 in cui ha segnato una rete. In Nazionale maggiore, dal 1984 al 1995, ha preso parte a quattro edizioni della Copa América vincendo la prima (1987) e l'ultima (1995): tutte le sue reti in questa competizione furono realizzate nel 1989, quando andò a segno in quattro occasioni (l'Uruguay fu battuto in finale dal Brasile).
Il CT Óscar Tabárez lo convocò anche per il campionato del mondo 1990, tenutosi in Italia, in cui giocò tutti e quattro gli incontri della sua Nazionale.

### Dopo il ritiro
Dal 2008 fa parte della direzione tecnica del Nacional in qualità di collaboratore, diventando poi anche ambasciatore del club uruguaiano.

## Statistiche

### Presenze e reti nei club
| Stagione              | Squadra               | Campionato            | Campionato | Campionato | Coppe nazionali | Coppe nazionali | Coppe nazionali | Coppe continentali | Coppe continentali | Coppe continentali | Altre coppe | Altre coppe | Altre coppe | Totale | Totale |
| Stagione              | Squadra               | Comp                  | Pres       | Reti       | Comp            | Pres            | Reti            | Comp               | Pres               | Reti               | Comp        | Pres        | Reti        | Pres   | Reti   |
| --------------------- | --------------------- | --------------------- | ---------- | ---------- | --------------- | --------------- | --------------- | ------------------ | ------------------ | ------------------ | ----------- | ----------- | ----------- | ------ | ------ |
| 1982                  | Danubio               | PDU                   | 22         | 5          | L               | ?               | ?               | -                  | -                  | -                  | -           | -           | -           | 22+    | 5+     |
| 1983                  | Danubio               | PDU                   | 19         | 9          | L               | ?               | ?               | -                  | -                  | -                  | -           | -           | -           | 19+    | 9+     |
| 1984                  | Danubio               | PDU                   | 26         | 11         | L               | ?               | ?               | CL                 | 6                  | 3                  | -           | -           | -           | 32+    | 14+    |
| 1985                  | Danubio               | PDU                   | 11         | 8          | L               | ?               | ?               | -                  | -                  | -                  | -           | -           | -           | 11+    | 8+     |
| Totale Danubio        | Totale Danubio        | Totale Danubio        | 78         | 33         |                 | ?               | ?               |                    | 6                  | 3                  |             | -           | -           | 84+    | 36+    |
| 1985-1986             | Real Saragozza        | PD                    | 33         | 8          | CR+CdL          | 15+4            | 8+2             | -                  | -                  | -                  | -           | -           | -           | 52     | 18     |
| 1986-1987             | Real Saragozza        | PD                    | 37         | 4          | CR+CdL          | 2+0             | 0+0             | CdC                | 7                  | 1                  | -           | -           | -           | 46     | 5      |
| 1987-1988             | Real Saragozza        | PD                    | 36         | 18         | CR              | 2               | 0               | -                  | -                  | -                  | -           | -           | -           | 38     | 18     |
| Totale Real Saragozza | Totale Real Saragozza | Totale Real Saragozza | 106        | 30         |                 | 23              | 10              |                    | 7                  | 1                  |             | -           | -           | 136    | 41     |
| 1988-1989             | Lazio                 | A                     | 33         | 8          | CI              | 10              | 4               | -                  | -                  | -                  | -           | -           | -           | 43     | 12     |
| 1989-1990             | Lazio                 | A                     | 27         | 8          | CI              | 0               | 0               | -                  | -                  | -                  | -           | -           | -           | 27     | 8      |
| 1990-1991             | Lazio                 | A                     | 33         | 11         | CI              | 2               | 1               | -                  | -                  | -                  | -           | -           | -           | 35     | 12     |
| 1991-1992             | Lazio                 | A                     | 31         | 13         | CI              | 4               | 2               | -                  | -                  | -                  | -           | -           | -           | 35     | 15     |
| Totale Lazio          | Totale Lazio          | Totale Lazio          | 124        | 40         |                 | 16              | 7               |                    | -                  | -                  |             | -           | -           | 140    | 47     |
| 1992-1993             | Inter                 | A                     | 28         | 20         | CI              | 5               | 2               | -                  | -                  | -                  | -           | -           | -           | 33     | 22     |
| 1993-1994             | Inter                 | A                     | 28         | 16         | CI              | 6               | 0               | CU                 | 9                  | 1                  | -           | -           | -           | 43     | 17     |
| 1994-1995             | Inter                 | A                     | 20         | 8          | CI              | 5               | 3               | CU                 | 2                  | 0                  | -           | -           | -           | 27     | 11     |
| Totale Inter          | Totale Inter          | Totale Inter          | 76         | 44         |                 | 16              | 5               |                    | 11                 | 1                  |             | -           | -           | 103    | 50     |
| 1995-1996             | Bor. Dortmund         | BL                    | 17         | 3          | CG              | 4               | 0               | UCL                | 5                  | 0                  | -           | -           | -           | 26     | 3      |
| 1996-1997             | Logroñés              | PD                    | 35         | 7          | CR              | 3               | 0               | -                  | -                  | -                  | -           | -           | -           | 38     | 7      |
| 1997                  | Nacional              | PDU                   | 15         | 5          | L               | ?               | ?               | CL                 | 0                  | 0                  | -           | -           | -           | 15+    | 5+     |
| 1998                  | Nacional              | PDU                   | 22         | 13         | L               | ?               | ?               | CL                 | 7                  | 1                  | -           | -           | -           | 29+    | 14+    |
| 1999                  | Nacional              | PDU                   | 22         | 5          | L               | ?               | ?               | CL                 | 8                  | 6                  | -           | -           | -           | 30+    | 11+    |
| 2000                  | Nacional              | PDU                   | ?          | 2          | L               | ?               | ?               | CL                 | 1                  | 0                  | -           | -           | -           | 1+     | 2+     |
| 2001                  | Nacional              | PDU                   | ?          | 1          | L               | ?               | ?               | CL                 | 5                  | 1                  | -           | -           | -           | 5+     | 2+     |
| 2002                  | Shanghai Shenhua      | JAL                   | 13         | 1          | FACup           | ?               | ?               | ACL                | 0                  | 0                  | -           | -           | -           | 13+    | 1+     |
| 2003                  | Nacional              | PDU                   | 11         | 1          | L               | ?               | ?               | CL                 | 0                  | 0                  | -           | -           | -           | 11+    | 1+     |
| 2004                  | Nacional              | PDU                   | 4          | 0          | L               | ?               | ?               | CL                 | 1                  | 0                  | -           | -           | -           | 5+     | 0+     |
| Totale Nacional       | Totale Nacional       | Totale Nacional       | 74+        | 27         |                 | ?               | ?               |                    | 22                 | 8                  |             | -           | -           | 96+    | 35+    |
| 2006-2007             | Racing Montevideo     | SDU                   | 2          | 0          | -               | -               | -               | -                  | -                  | -                  | -           | -           | -           | 2      | 0      |
| Totale carriera       | Totale carriera       | Totale carriera       | 525+       | 185        |                 | 62+             | 22+             |                    | 51                 | 13                 |             | -           | -           | 638+   | 220+   |

### Cronologia presenze e reti in nazionale
| Cronologia completa delle presenze e delle reti in nazionale ― Uruguay | Cronologia completa delle presenze e delle reti in nazionale ― Uruguay | Cronologia completa delle presenze e delle reti in nazionale ― Uruguay | Cronologia completa delle presenze e delle reti in nazionale ― Uruguay | Cronologia completa delle presenze e delle reti in nazionale ― Uruguay | Cronologia completa delle presenze e delle reti in nazionale ― Uruguay | Cronologia completa delle presenze e delle reti in nazionale ― Uruguay | Cronologia completa delle presenze e delle reti in nazionale ― Uruguay |
| Data                                                                   | Città                                                                  | In casa                                                                | Risultato                                                              | Ospiti                                                                 | Competizione                                                           | Reti                                                                   | Note                                                                   |
| ---------------------------------------------------------------------- | ---------------------------------------------------------------------- | ---------------------------------------------------------------------- | ---------------------------------------------------------------------- | ---------------------------------------------------------------------- | ---------------------------------------------------------------------- | ---------------------------------------------------------------------- | ---------------------------------------------------------------------- |
| 13-6-1984                                                              | Montevideo                                                             | Uruguay                                                                | 2 – 0                                                                  | Inghilterra                                                            | Amichevole                                                             | -                                                                      | 61’                                                                    |
| 21-6-1984                                                              | Curitiba                                                               | Brasile                                                                | 1 – 0                                                                  | Uruguay                                                                | Amichevole                                                             | -                                                                      | Ingresso                                                               |
| 2-8-1984                                                               | Buenos Aires                                                           | Argentina                                                              | 0 – 0                                                                  | Uruguay                                                                | Amichevole                                                             | -                                                                      | Uscita                                                                 |
| 19-9-1984                                                              | Montevideo                                                             | Uruguay                                                                | 2 – 0                                                                  | Perù                                                                   | Amichevole                                                             | -                                                                      | Uscita                                                                 |
| 3-10-1984                                                              | Lima                                                                   | Perù                                                                   | 1 – 3                                                                  | Uruguay                                                                | Amichevole                                                             | -                                                                      | Uscita                                                                 |
| 31-10-1984                                                             | Montevideo                                                             | Uruguay                                                                | 1 – 1                                                                  | Messico                                                                | Amichevole                                                             | -                                                                      | Uscita                                                                 |
| 19-6-1987                                                              | Montevideo                                                             | Uruguay                                                                | 2 – 1                                                                  | Ecuador                                                                | Amichevole                                                             | -                                                                      | Uscita                                                                 |
| 23-6-1987                                                              | Montevideo                                                             | Uruguay                                                                | 2 – 1                                                                  | Bolivia                                                                | Amichevole                                                             | -                                                                      |                                                                        |
| 9-7-1987                                                               | Buenos Aires                                                           | Argentina                                                              | 0 – 1                                                                  | Uruguay                                                                | Coppa America 1987 - Semifinale                                        | -                                                                      | 77’                                                                    |
| 12-7-1987                                                              | Buenos Aires                                                           | Uruguay                                                                | 1 – 0                                                                  | Cile                                                                   | Coppa America 1987 - Finale                                            | -                                                                      | [ 5 ]                                                                  |
| 14-12-1988                                                             | Montevideo                                                             | Uruguay                                                                | 3 – 1                                                                  | Perù                                                                   | Amichevole                                                             | 1                                                                      |                                                                        |
| 22-4-1989                                                              | Verona                                                                 | Italia                                                                 | 1 – 1                                                                  | Uruguay                                                                | Amichevole                                                             | -                                                                      | 46’                                                                    |
| 2-7-1989                                                               | Goiânia                                                                | Ecuador                                                                | 1 – 0                                                                  | Uruguay                                                                | Coppa America 1989 - 1º turno                                          | -                                                                      |                                                                        |
| 4-7-1989                                                               | Goiânia                                                                | Uruguay                                                                | 3 – 0                                                                  | Bolivia                                                                | Coppa America 1989 - 1º turno                                          | 1                                                                      | 79’                                                                    |
| 6-7-1989                                                               | Goiânia                                                                | Uruguay                                                                | 3 – 0                                                                  | Cile                                                                   | Coppa America 1989 - 1º turno                                          | 1                                                                      | 55’                                                                    |
| 8-7-1989                                                               | Goiânia                                                                | Argentina                                                              | 1 – 0                                                                  | Uruguay                                                                | Coppa America 1989 - 1º turno                                          | -                                                                      |                                                                        |
| 12-7-1989                                                              | Rio de Janeiro                                                         | Uruguay                                                                | 3 – 0                                                                  | Paraguay                                                               | Coppa America 1989 - Girone finale                                     | -                                                                      | 88’                                                                    |
| 14-7-1989                                                              | Rio de Janeiro                                                         | Uruguay                                                                | 2 – 0                                                                  | Argentina                                                              | Coppa America 1989 - Girone finale                                     | 2                                                                      | 61’                                                                    |
| 16-7-1989                                                              | Rio de Janeiro                                                         | Brasile                                                                | 1 – 0                                                                  | Uruguay                                                                | Coppa America 1989 - Girone finale                                     | -                                                                      | 40’                                                                    |
| 6-8-1989                                                               | Montevideo                                                             | Uruguay                                                                | 0 – 0                                                                  | Perù                                                                   | Amichevole                                                             | -                                                                      |                                                                        |
| 27-8-1989                                                              | Lima                                                                   | Perù                                                                   | 0 – 2                                                                  | Uruguay                                                                | Qual. Mondiali 1990                                                    | 1                                                                      |                                                                        |
| 3-9-1989                                                               | La Paz                                                                 | Bolivia                                                                | 2 – 1                                                                  | Uruguay                                                                | Qual. Mondiali 1990                                                    | 1                                                                      |                                                                        |
| 17-9-1989                                                              | Montevideo                                                             | Uruguay                                                                | 2 – 0                                                                  | Bolivia                                                                | Qual. Mondiali 1990                                                    | 1                                                                      | 59’                                                                    |
| 24-9-1989                                                              | Montevideo                                                             | Uruguay                                                                | 2 – 0                                                                  | Perù                                                                   | Qual. Mondiali 1990                                                    | 2                                                                      |                                                                        |
| 25-4-1990                                                              | Stoccarda                                                              | Germania Ovest                                                         | 3 – 3                                                                  | Uruguay                                                                | Amichevole                                                             | -                                                                      |                                                                        |
| 18-5-1990                                                              | Belfast                                                                | Irlanda del Nord                                                       | 1 – 0                                                                  | Uruguay                                                                | Amichevole                                                             | -                                                                      |                                                                        |
| 22-5-1990                                                              | Londra                                                                 | Inghilterra                                                            | 1 – 2                                                                  | Uruguay                                                                | Amichevole                                                             | -                                                                      | 83’                                                                    |
| 13-6-1990                                                              | Udine                                                                  | Uruguay                                                                | 0 – 0                                                                  | Spagna                                                                 | Mondiali 1990 - 1º turno                                               | -                                                                      |                                                                        |
| 17-6-1990                                                              | Verona                                                                 | Belgio                                                                 | 3 – 1                                                                  | Uruguay                                                                | Mondiali 1990 - 1º turno                                               | -                                                                      | 40’                                                                    |
| 21-6-1990                                                              | Udine                                                                  | Corea del Sud                                                          | 0 – 1                                                                  | Uruguay                                                                | Mondiali 1990 - 1º turno                                               | -                                                                      | 62’                                                                    |
| 25-6-1990                                                              | Roma                                                                   | Italia                                                                 | 2 – 0                                                                  | Uruguay                                                                | Mondiali 1990 - Ottavi di finale                                       | -                                                                      | 55’                                                                    |
| 13-7-1993                                                              | Lima                                                                   | Perù                                                                   | 1 – 2                                                                  | Uruguay                                                                | Amichevole                                                             | 2                                                                      | 62’                                                                    |
| 17-7-1993                                                              | Montevideo                                                             | Uruguay                                                                | 3 – 0                                                                  | Perù                                                                   | Amichevole                                                             | -                                                                      |                                                                        |
| 25-7-1993                                                              | San Cristóbal                                                          | Venezuela                                                              | 0 – 1                                                                  | Uruguay                                                                | Qual. Mondiali 1994                                                    | -                                                                      | 85’                                                                    |
| 1-8-1993                                                               | Montevideo                                                             | Uruguay                                                                | 0 – 0                                                                  | Ecuador                                                                | Qual. Mondiali 1994                                                    | -                                                                      |                                                                        |
| 8-8-1993                                                               | La Paz                                                                 | Bolivia                                                                | 3 – 1                                                                  | Uruguay                                                                | Qual. Mondiali 1994                                                    | -                                                                      | 60’                                                                    |
| 15-8-1993                                                              | Montevideo                                                             | Uruguay                                                                | 1 – 1                                                                  | Brasile                                                                | Qual. Mondiali 1994                                                    | -                                                                      | 57’                                                                    |
| 29-8-1993                                                              | Montevideo                                                             | Uruguay                                                                | 4 – 0                                                                  | Venezuela                                                              | Qual. Mondiali 1994                                                    | 1                                                                      |                                                                        |
| 5-9-1993                                                               | Guayaquil                                                              | Ecuador                                                                | 0 – 1                                                                  | Uruguay                                                                | Qual. Mondiali 1994                                                    | 1                                                                      | 85’                                                                    |
| 19-9-1993                                                              | Rio de Janeiro                                                         | Brasile                                                                | 2 – 0                                                                  | Uruguay                                                                | Qual. Mondiali 1994                                                    | -                                                                      |                                                                        |
| 25-6-1995                                                              | Paysandú                                                               | Uruguay                                                                | 7 – 0                                                                  | Nuova Zelanda                                                          | Amichevole                                                             | 1                                                                      | cap. 63’                                                               |
| 28-6-1995                                                              | Rivera                                                                 | Uruguay                                                                | 2 – 2                                                                  | Nuova Zelanda                                                          | Amichevole                                                             | -                                                                      | 76’                                                                    |
| 5-7-1995                                                               | Montevideo                                                             | Uruguay                                                                | 4 – 1                                                                  | Venezuela                                                              | Coppa America 1995 - 1º turno                                          | -                                                                      | 75’                                                                    |
| 9-7-1995                                                               | Montevideo                                                             | Uruguay                                                                | 1 – 0                                                                  | Paraguay                                                               | Coppa America 1995 - 1º turno                                          | -                                                                      | 46’                                                                    |
| 12-7-1995                                                              | Montevideo                                                             | Uruguay                                                                | 1 – 1                                                                  | Messico                                                                | Coppa America 1995 - 1º turno                                          | -                                                                      | 66’                                                                    |
| 16-7-1995                                                              | Montevideo                                                             | Uruguay                                                                | 2 – 1                                                                  | Bolivia                                                                | Coppa America 1995 - Quarti di finale                                  | -                                                                      | 34’                                                                    |
| Totale                                                                 |                                                                        | Presenze                                                               | 46                                                                     |                                                                        | Reti                                                                   | 15                                                                     |                                                                        |

## Palmarès

### Club

#### Competizioni nazionali
- Liguilla Pre-Libertadores de América: 1

Danubio: 1983
- Coppa di Spagna: 1

Real Saragozza: 1986
- Campionato tedesco: 1

Borussia Dortmund: 1995-1996
- Campionato uruguaiano: 3

Nacional: 1998, 2000, 2001

#### Competizioni internazionali
- Coppa UEFA: 1

Inter: 1993-1994

### Nazionale
- Coppa America: 2

1987, 1995

### Individuale
- Miglior giocatore della Coppa America: 1

Brasile 1989
- Capocannoniere della Coppa Libertadores: 1

1999 (6 gol, a pari merito con Martín Zapata, Gauchinho, Ruberth Morán, Fernando Baiano e Víctor Bonilla)